# Trichoschoenus
Trichoschoenus  J.Raynal é um género botânico pertencente à família Cyperaceae.
O gênero é composto por uma única espécie:

## Espécie
- Trichoschoenus bosseri